# Silba srilanka
Silba srilanka är en tvåvingeart som beskrevs av Mcalpine 1975. Silba srilanka ingår i släktet Silba och familjen stjärtflugor.
Artens utbredningsområde är Sri Lanka. Inga underarter finns listade i Catalogue of Life.